# Гудово (Сумская область)
Гудово (укр. Гудове) — село,
Ходинский сельский совет,
Глуховский район,
Сумская область,
Украина.
Код КОАТУУ — 5921589302. Население по переписи 2001 года составляло 54 человека.

## Географическое положение
Село Гудово находится на правом берегу реки Лапуга,
выше по течению на расстоянии в 1,5 км расположено село Ходино,
ниже по течению на расстоянии в 2 км расположен пгт Шалыгино,
на противоположном берегу — село Емадыкино.

## История
В 1697 году (7205 от сотворения мира) в деревне Гудовой была построена Николаевская церковь, после чего населённый пункт стал считаться селом. Храм выстраивался заново в 1707 и 1727 годах. Современное каменное церковное здание построено в 1808 году.

## Экономика
- Молочно-товарная ферма.